# Rudolf Broby-Johansen
Rudolf Kristian Albert Broby-Johansen (født 25. november 1900 i Aalborg, død 9. august 1987 i København) var kunstpædagog, kommunist, forfatter, engageret debattør og oprører.
Han blev født i Aalborg men voksede op i byen Lunde på Fyn i en fattig familie. Han oplevede som ung tomheden efter 1. verdenskrig, hvor de borgerlige værdier og idealer var smuldret. Verden var ikke som før, efter at krigen havde vist menneskenes ondskab mod hinanden. Han skrev digte, der gav rystende skildringer af livet bag storbyens facader, skildringer af elendighed og fattigdom. Hans digtsamling Blod fra 1922 chokerende, og politiet beslaglagde den, hvorefter han kvitterede med en stærk og chokerende forsvarstale om kunstens rolle i samfundet.
Hans stærke forankring i et ønske om sociale forandringer førte han ind i Danmarks Kommunistiske Parti, DKP.[kilde mangler] Han var som en provokerende debattør med til at ruske op i samfunds- og kulturdebatterne. Han satte sit meget stærke præg på venstrefløjens intellektuelle debatter og var med sit stærke engagement en af nøglepersonerne bag flere samfundskritiske tidsskrifter som Monde, Plan og Frem.
Broby-Johansen var en flittig skribent, der bevægede sig inden for et bredt fagligt spektrum med vedkommende, fængende og kritisk kulturjounalistik. Han kæmpede for at få sine artikler publiceret, mens det senere gik langt lettere med bøger. Hans lange række af kunst-forklarende bøger havde det tilfælles, at han ønskede at formidle det grundlæggende kunst-forklarende budskab, at alle kan se på billeder: alle skal lære det, men alle kan lære det.
Blandt de hædersbevisninger, som Broby Johansen blev tildelt, var Holberg-medaljen (1970), Dansk Forfatterforenings Faglitterære Pris (1975), LO's kulturpris (1980), PH-prisen (1984) samt en udnævnelse til æresdoktor ved Odense Universitet i 1985.

## Film
- Birger Vosgerau: "R. Broby-Johansen", BroFilm, 1981. En portrætfilm.